# Аусеклис (поэт)
А́усеклис (латыш. Auseklis, настоящее имя Ми́келис Кро́гземис, латыш. Miķelis Krogzemis; 18 сентября 1850, Унгурпилсская волость, Лифляндская губерния — 6 февраля 1879, Санкт-Петербург) — латышский поэт-патриот.
Выдающийся представитель народного романтизма в латышской литературе. Удачно переводил Гейне, Гёте, Шиллера, Гердера и др. В стихах использовал историческую тематику, мифологию и латышский фольклор, идеализировал старину. Работал в сатирической поэзии, был идейным руководителем альманахов «Дундури». Писал острые сатиры на немецких баронов и духовенство. Поэтизировал патриархальный быт.

## Биография
Микелис Крогземис родился 18 сентября 1850 года на хуторе Сиполи Унгурпилсской волости Вольмарского уезда (ныне Алойская волость Лимбажского края).
Закончил учительскую семинарию Цимзе в Валке. Работал учителем в Яунпиебалге, Цесисе, Лиелварде. В 1872 году опубликовал первое стихотворение, в том же году вышел его сборник «Стихи».
В 1874 году на 2-й всеобщей учительской конференции в Риге выступил с докладом, в котором изложил детализированную программу народной школы. С ноября того же 1874 года, после безуспешных попыток найти работу в Риге, стал работать учителем в Санкт-Петербурге.
Умер от тифа. Захоронен на Алойском городском кладбище.
В 1888 году в Санкт-Петербурге на латышском языке изданы его сочинения («Ausekļa raksti»).
В Риге именем поэта названа улица. В Алое именем Аусеклиса названа средняя школа, перед которой установлен гранитный памятник поэту (скульптор М. Ланге).

## Публикации на русском языке
- Поэты Латвии. Л., 1974. С. 70-77.